# Giannis Antetokounmpo
Giannis Sina Ugo Antetokounmpo (em grego:  Γιάννης Αντετοκούνμπο; Atenas, 6 de dezembro de 1994) é um jogador greco-nigeriano profissional de basquetebol que atualmente joga pelo Milwaukee Bucks da National Basketball Association (NBA).
Nascido na Grécia de pais nigerianos, Antetokounmpo começou a jogar basquete nas equipes juvenis do Filathlitikos em Atenas. Em 2011, ele começou a jogar pela equipe sênior do clube antes de entrar no draft da NBA de 2013, onde foi selecionado pelos Bucks como a 15º escolha geral. A combinação de tamanho, velocidade e habilidades de manuseio de bola de Antetokounmpo levou ao seu apelido de "Greek Freak (Aberração Grega)".
Na temporada de 2016-17, ele liderou os Bucks em todas as cinco principais categorias estatísticas e se tornou o primeiro jogador na história da NBA a terminar uma temporada regular no top 20 em todas as cinco principais estatísticas: pontos, rebotes, assistências, roubos e bloqueios. Ele recebeu o prêmio de MIP da NBA em 2017 e foi o MVP de forma consecutiva em 2019 e 2020, onde também venceu o DPOY, se juntando a Michael Jordan e Hakeem Olajuwon como os únicos jogadores na história da NBA a vencer o prêmio de MVP e de melhor jogador defensivo na mesma temporada. Em 2021, Antetokounmpo ajudou a levar os Bucks para seu primeiro título desde 1971 e foi nomeado o MVP das Finais. Ainda em 2021, ele foi homenageado como um dos 75 maiores jogadores da história da NBA.

## Início da vida e carreira
Filho de imigrantes da Nigéria, Antetokounmpo nasceu em Atenas, Grécia em 6 de dezembro de 1994. Três anos antes, seus pais haviam se mudado de Lagos, deixando para trás seu primogênito, Francis, com seus avós.
Embora Antetokounmpo e três de seus quatro irmãos tenham nascido na Grécia, eles não receberam automaticamente a cidadania grega plena, pois a lei de nacionalidade grega preza pelo jus sanguinis. Nos primeiros 18 anos de sua vida, Antetokounmpo foi efetivamente apátrida, sem documentos da Nigéria ou da Grécia.
Antetokounmpo cresceu no bairro de Atenas, Sepolia. Seus pais, como imigrantes, não conseguiam facilmente encontrar trabalho, então Giannis e seu irmão mais velho, Thanasis, ajudavam vendendo relógios, bolsas e óculos de sol nas ruas.
Em 2007, Antetokounmpo começou a jogar basquete e começou a jogar nas divisões de base do Filathlitikos em 2009.

## Carreira profissional

### Filathlitikos (2012-2013)
Em 2011, Antetokounmpo jogou com o Filathlitikos na Terceira Divisão Grega durante a temporada de 2011-12. Na temporada de 2012-13, ele jogou na Segunda Divisão Grega.
Em dezembro de 2012, poucos dias depois de completar 18 anos, Giannis assinou um contrato de quatro anos com o clube espanhol Zaragoza, supostamente incluindo uma clausura de ida para a NBA após cada temporada. Vários outros grandes clubes europeus estavam interessados em contratá-lo, incluindo Barcelona e Anadolu Efes. Com o contrato começando na temporada de 2013-14, ele decidiu ficar no Filathlitikos no restante da temporada de 2012-13.
Durante a temporada de 2012-13 na Liga Grega A2, Antetokounmpo jogou em 26 jogos e teve médias de 9,5 pontos, 5,0 rebotes, 1,4 assistências e 1,0 bloqueios. Ele também foi selecionado pelos treinadores como um participante especial no All-Star Game da Liga Grega de 2013. Mesmo que ele não tenha sido selecionado como um All-Star, os treinadores o deixaram jogar no jogo como um deleite para os fãs.

### Milwaukee Bucks (2013–Presente)

#### Desenvolvimento precoce (2013–2016)

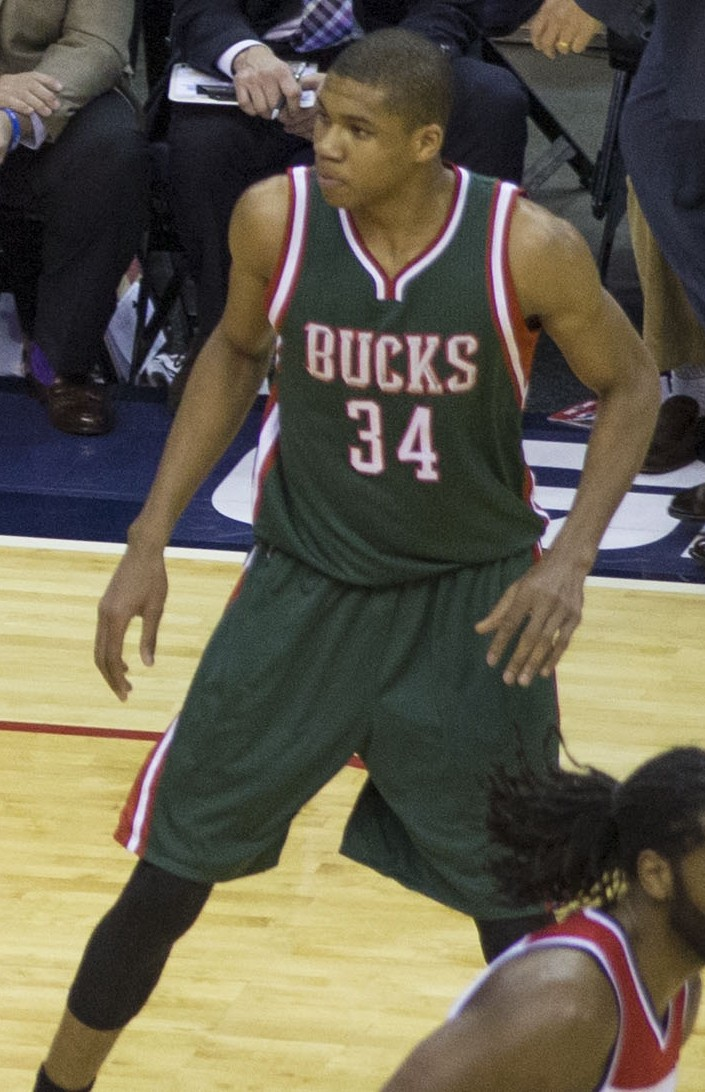
Antetokounmpo com os Bucks em novembro de 2014

Em 28 de abril de 2013, Antetokounmpo tornou-se oficialmente elegível para o draft da NBA de 2013. Ele foi selecionado como a 15º escolha geral pelo Milwaukee Bucks. Em 30 de julho de 2013, ele assinou um contrato de 4 anos e US$8.6 milhões com os Bucks.
Em 13 de outubro de 2013, Antetokounmpo fez sua estreia na NBA aos 18 anos e 311 dias, como um dos jogadores mais jovens da NBA. Ele teve médias de 6,8 pontos, 4,4 rebotes, 1,9 assistências, 0,8 roubos e 0,8 bloqueios em 77 jogos durante sua temporada de estreia. Ele marcou dois dígitos em 23 jogos e pegou mais de 10 rebotes em dois jogos, com ambos os esforços resultando em duplo-duplo. Ele terminou a temporada tendo 61 bloqueios, liderando todos os novatos da NBA e foi a sétima melhor marca de um novato dos Bucks na história. Ele foi selecionado para participar do Rising Stars Challenge no NBA All-Star Weekend em Nova Orleans, onde anotou nove pontos, dois rebotes e duas assistências em 17 minutos. No final da temporada, ele foi nomeado para a Segunda-Equipe da NBA All-Rookie de 2013-14.
A segunda temporada de Antetekounmpo com os Bucks viu um desenvolvimento individual e da equipe. Em 6 de fevereiro de 2015, ele registrou 27 pontos e 15 rebotes em uma derrota para o Houston Rockets. Três dias depois, ele foi nomeado o Jogador da Semana da Conferência Leste pelos jogos disputados de 2 a 8 de fevereiro, ganhando o prêmio pela primeira vez em sua carreira. Mais tarde, ele competiu no Campeonato de Enterradas no All-Star Game de 2015. Em 9 de março, ele marcou 29 pontos na derrota para o New Orleans Pelicans.
Na temporada de 2015-16, Antetokounmpo se desenvolveu ainda mais individualmente, aumentando sua média de pontuação para quase 17 pontos. Em 19 de novembro, ele marcou 33 pontos na derrota para o Cleveland Cavaliers. Em 12 de dezembro, ele quase registrou um triplo-duplo com 11 pontos, 12 rebotes e 8 assistências, ajudando os Bucks a vencer o Golden State Warriors por 108-95. Em 22 de fevereiro de 2016, Antetokounmpo registrou seu primeiro triplo-duplo da carreira com 27 pontos, 12 rebotes e 10 assistências na vitória por 108-101 sobre o Los Angeles Lakers. Aos 21 anos, ele se tornou o mais jovem jogador dos Bucks a registrar um triplo-duplo.

#### All-Star (2016–2018)

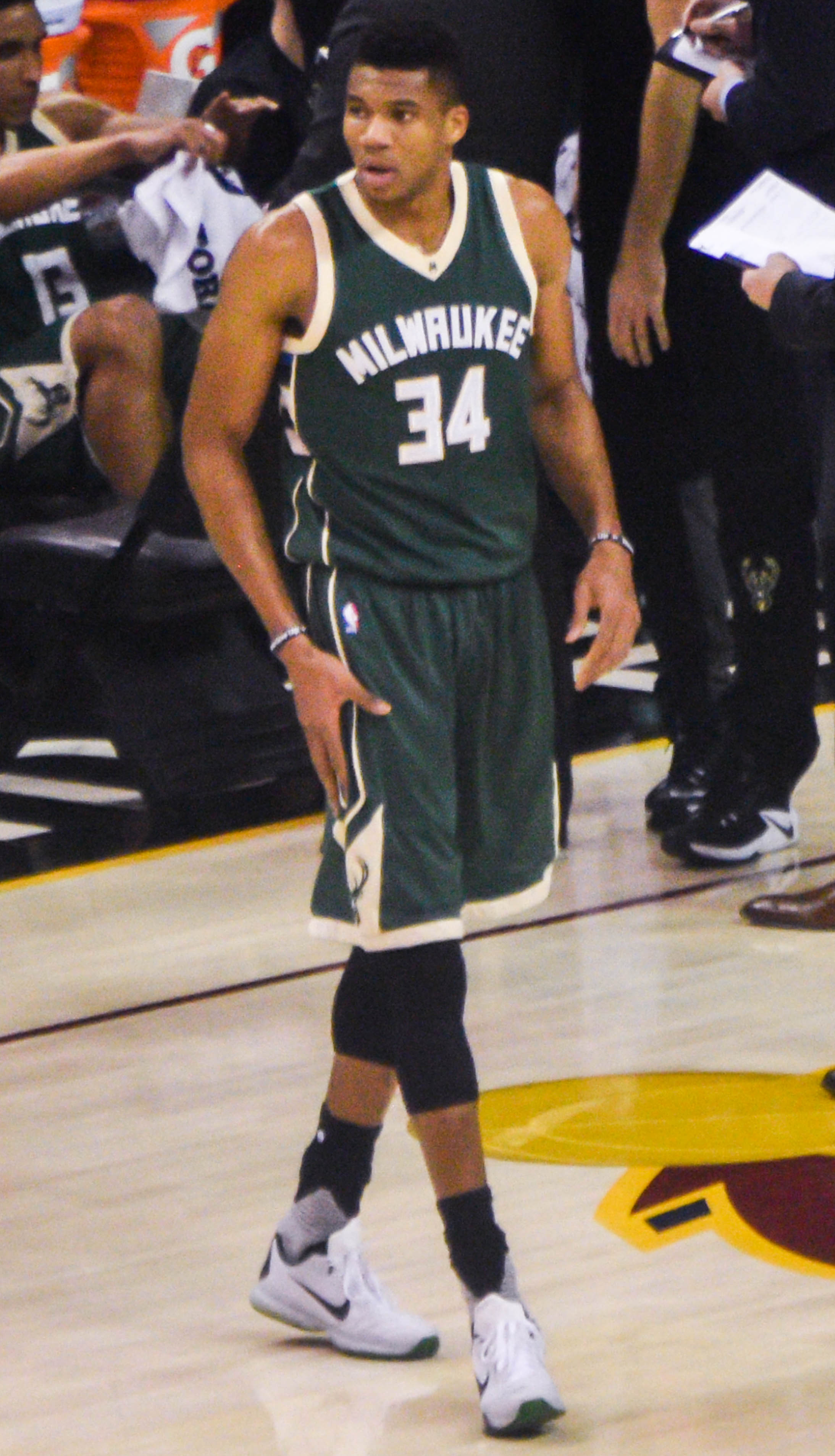
Antetokounmpo com os Bucks em dezembro de 2016

Em 19 de setembro de 2016, Antetokounmpo concordou com uma prorrogação de contrato de quatro anos e US$ 100 milhões com os Bucks. O quarto ano de Antetokounmpo com os Bucks seria sua temporada de destaque, pois ele aumentou ainda mais sua produção estatística e ascendeu ao estrelato. 
Em 23 de dezembro, ele registrou 39 pontos, oito rebotes e seis assistências na vitória por 123-96 sobre o Washington Wizards. Algumas semanas depois, Antetokounmpo registrou 27 pontos e 13 rebotes e fez sua primeira cesta da vitória em um jogo contra o New York Knicks. Com 25 pontos contra os Knicks em 6 de janeiro, Antetokounmpo teve pelo menos 20 pontos em seu 14º jogo consecutivo, igualando a maior sequência de um jogador dos Bucks desde Michael Redd em 2006. Em 19 de janeiro, ele foi nomeado titular pela Conferência Leste no NBA All-Star Game de 2017. Aos 22 anos e 74 dias, ele se tornou o jogador mais jovem da história da franquia a ser titular em um All-Star Game. Ele também se tornou o primeiro All-Star grego da NBA. No jogo, ele liderou o Leste com 30 pontos em uma derrota por 192-182 para o Oeste.
Em 3 de abril de 2017, ele foi nomeado o Jogador do Mês da Conferência Leste pelos jogos disputados em março. O prêmio foi o primeiro da carreira de Antetokounmpo e o primeiro para um jogador dos Bucks desde Michael Redd em janeiro de 2004. Antetokounmpo ajudou os Bucks a terminar o mês com um recorde de 14-4, o primeiro mês da franquia com pelo menos 14 vitórias desde 16-2 em fevereiro de 1971. 
Ele liderou os Bucks em cada uma das cinco principais categorias estatísticas (pontos, rebotes, assistências, roubos de bola e bloqueios) na temporada regular de 2016-17, tornando-se apenas o quinto jogador da NBA a fazê-lo depois de Dave Cowens, Scottie Pippen, Kevin Garnett e LeBron James. Ele também se tornou o primeiro jogador na história da NBA a terminar entre os 20 melhores da liga em cada uma das cinco principais categorias em uma temporada regular. Como resultado de seus esforços, Antetokounmpo foi nomeado para a Segunda-Equipe da NBA. Ele também foi nomeado o ganhador do Prêmio de Jogador Que Mais Evoluiu na temporada 2016-17, tornando-se o primeiro jogador na história dos Bucks a ganhar o prêmio.

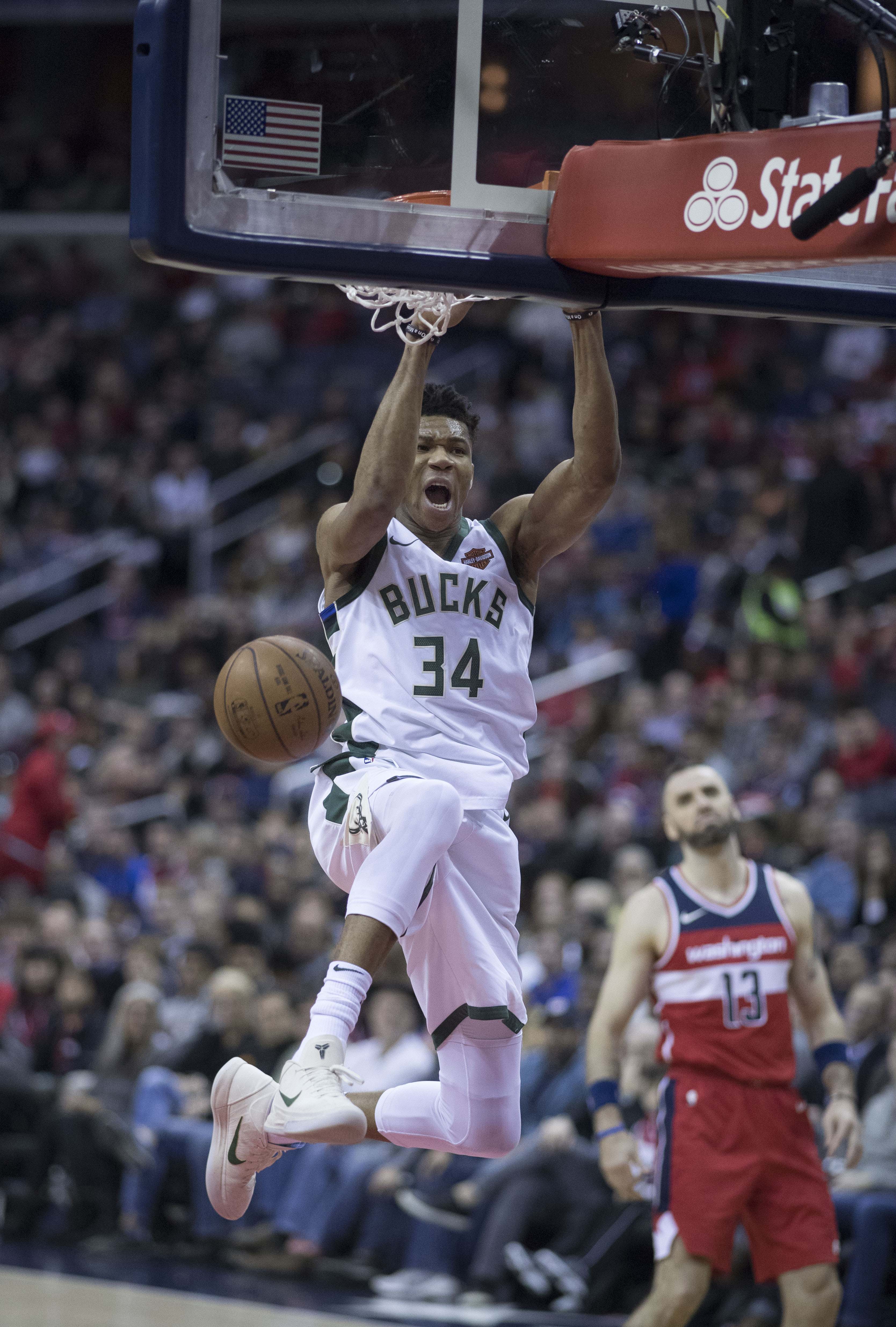
Antetokounmpo enterrando contra o Washington Wizards em 2018

Em 15 de abril de 2017, Antetokounmpo marcou 28 pontos em uma vitória por 97-83 sobre o Toronto Raptors no Jogo 1 da primeira rodada dos playoffs. No Jogo 5 da série em 24 de abril, ele marcou 30 pontos mas não conseguiu levar os Bucks a uma vitória. Três dias depois, os Bucks perderam o Jogo 6, apesar de um desempenho de 34 pontos de Antetokounmpo, encerrando sua temporada.
Antetokounmpo começou a temporada de 2017-18 marcando 175 pontos nos primeiros cinco jogos da temporada, incluindo 44 pontos na vitória por 113-110 sobre o Portland Trail Blazers. Ele teve uma média de quase 27 pontos durante a temporada, ganhando sua segunda indicação consecutiva ao All-Star e a seleção para Primeira-Equipe da NBA, e quebrou o recorde da franquia de Kareem Abdul Jabbar de triplos-duplos.
No Jogo 1 da primeira rodada dos playoffs contra o Boston Celtics, Antetokounmpo registrou 35 pontos, 13 rebotes e sete assistências em uma derrota por 113-107 na prorrogação. No entanto, os Celtics eliminaram os Bucks em sete jogos, apesar dos 22 pontos e 9 rebotes de Antetokounmpo no Jogo 7.

#### MVP (2018–2020)
A partir da temporada de 2018-19, Antetokounmpo e os Bucks alcançaram um período de sucesso. Sob o comando do novo técnico Mike Budenholzer, os Bucks começaram a temporada com sete vitórias consecutivas e tiveram um recorde de 25-10 antes do Ano Novo.
Antetokounmpo foi fundamental para esse sucesso inicial, ganhando os prêmios de Jogador do Mês da Conferência Leste em outubro, novembro e dezembro e, posteriormente, em fevereiro. Em 17 de março, ele registrou 52 pontos e 16 rebotes em uma derrota por 130-125 para o Philadelphia 76ers. Ele vingou essa derrota em uma vitória em 4 de abril, onde registrou 45 pontos e 13 rebotes na vitória por 128-122, ajudando os Bucks a conquistar a primeira colocação na Conferência Leste. Antetokounmpo levou os Bucks ao melhor recorde da liga com 60-22. Ele ajudou a equipe a avançar para a segunda rodada dos playoffs pela primeira vez desde 2001, depois de marcar 41 pontos na vitória por 127-104 no Jogo 4 sobre o Detroit Pistons. Os Bucks chegaram às finais da Conferência Leste, onde foram derrotados por 4-2 pelos eventuais campeões, o Toronto Raptors. 
Antetokounmpo foi nomeado o MVP da NBA. Ele se juntou a Kareem Abdul-Jabbar como o segundo jogador dos Bucks a ganhar o MVP e se tornou o terceiro jogador mais jovem a ganhar o MVP nas 40 temporadas anteriores, atrás de Derrick Rose e LeBron James.
Em 24 de outubro de 2019, Antetokounmpo começou a temporada de 2019-20 com um triplo-duplo de 30 pontos, 13 rebotes e 11 assistências na vitória por 117-111 sobre o Houston Rockets. Em 25 de novembro, ele registrou 50 pontos e 14 rebotes em uma vitória por 122-118 sobre o Utah Jazz. Após uma vitória em 14 de dezembro sobre o Cleveland Cavaliers, Ele levou os Bucks à sua 18ª vitória consecutiva, 2 a menos do recorde da franquia. A sequência de vitórias terminou em 16 de dezembro com uma derrota para o Dallas Mavericks, apesar de Antetokounmpo registrar 48 pontos e 14 rebotes. Em 19 de dezembro, ele fez cinco arremessos de três pontos para liderar Milwaukee sobre o Los Angeles Lakers, e ajudou os Bucks a conquistar o melhor recorde da NBA com 25-4. Em 23 de janeiro de 2020, Antetokounmpo foi nomeado capitão do All-Star Game, ao lado de James, pelo segundo ano consecutivo.
Durante o adiamento da temporada que durou do início de março ao final de julho, devido à pandemia do COVID-19, Antetokounmpo alegou não ter uma cesta de basquete para treinar. Mais tarde, ele esclareceu que tinha acesso a uma academia e a uma cesta de basquete, explicando seus comentários anteriores como um meio de "ficar um pouco à frente da competição". Antetokounmpo registrou 36 pontos e 15 rebotes na volta da temporada contra o Boston Celtics em 31 de julho. A equipe terminou a temporada com o melhor recorde da NBA pelo segundo ano consecutivo, terminando com um recorde de 56-17. Em 12 de agosto, Antetokounmpo foi suspenso por um jogo por dar uma cabeçada em Moritz Wagner durante um jogo contra o Washington Wizards. Durante os playoffs, os Bucks avançaram para a segunda rodada mas perderam por 4-1 para o Miami Heat.
Em 18 de setembro de 2020, Antetokounmpo ganhou seu segundo prêmio consecutivo de MVP. Ao fazer isso, ele se juntou a Hakeem Olajuwon e Michael Jordan como os únicos jogadores a ganhar prêmios de MVP e Jogador Defensivo da NBA na mesma temporada.

#### Campeão da NBA e MVP das Finais (2020-2021)
Em 15 de dezembro de 2020, Antetokounmpo renovou com os Bucks, chegando a um acordo com uma extensão de 5 anos e US$ 228 milhões, a maior da história da liga. No All-Star Game de 2021, ele jogou no time capitaneado por James e marcou 35 pontos para levar o time a uma vitória por 170-150 e se tornou o primeiro não americano a ganhar o MVP do All-Star Game. Os Bucks terminaram a temporada de 2020-21 com um recorde de 46-26, conquistando a terceira vaga na Conferência Leste. Na primeira rodada dos playoffs, eles enfrentaram uma revanche contra o Miami Heat. Em uma forte reversão de sua derrota no ano anterior, Antetokounmpo levou os Bucks a uma vitória de quatro jogos, fechando a série com seu primeiro triplo-duplo nos playoffs no Jogo 4. Ele também levou os Bucks a uma vitória na série de sete jogos sobre o Brooklyn Nets nas semifinais da Conferência Leste, onde teve médias de 31,9 pontos, 12,9 rebotes e 3,6 assistências. Em 29 de junho de 2021, Antetokounmpo sofreu uma lesão no joelho esquerdo durante o terceiro quarto do Jogo 4 das finais da Conferência Leste contra o Atlanta Hawks. Os resultados da ressonância magnética mais tarde mostrariam que ele não sofreu nenhuma ruptura do ligamento e foi descartado para os jogos 5 e 6. Os Bucks venceram os jogos em sua ausência, avançando para as finais da NBA pela primeira vez em 47 anos.
Antetokounmpo voltou a tempo para as finais contra o Phoenix Suns. Em sua estreia nas finais, ele registrou 20 pontos e 17 rebotes em uma derrota por 118-108. Ele então registrou jogos consecutivos com pelo menos 40 pontos e 10 rebotes em uma derrota no Jogo 2 e uma vitória no Jogo 3, juntando-se a Shaquille O'Neal em 2000 como os únicos jogadores a alcançar esses números em jogos consecutivos das finais. Ele também se juntou a Jordan, O'Neal e James como os únicos jogadores a somar pelo menos 40 pontos em jogos consecutivos de finais nos 50 anos anteriores. Os Bucks continuaram seu retorno depois de terem perdido os dois primeiros jogos da série, prevalecendo nas próximas quatro partidas. No Jogo 6, Antetokounmpo registrou 50 pontos, 14 rebotes e 5 bloqueios quando os Bucks conquistaram seu primeiro título em 50 anos. Ele teve médias de de 35,2 pontos, 13,2 rebotes, 5,0 assistências, 1,2 roubos de bola e 1,8 bloqueios, e posteriormente foi nomeado o MVP das Finais por votação unânime. Aos 26 anos e 226 dias, ele é o mais jovem desde Kawhi Leonard em 2014 a ser nomeado MVP das Finais, bem como o primeiro europeu desde Dirk Nowitzki em 2011 a fazê-lo. Antetokounmpo também se juntou a Michael Jordan e Hakeem Olajuwon como os únicos jogadores a ganhar os prêmios de MVP, MVP das Finais e Jogador Defensivo do Ano durante o período de suas carreiras.
Em 19 de outubro de 2021, depois de receber seu primeiro anel de campeão da NBA na cerimônia anual de pré-jogo, Antetokounmpo registrou 32 pontos, 14 rebotes e sete assistências na vitória por 127-104 sobre os Nets. Em 13 de janeiro de 2022, ele levou os Bucks a uma vitória por 118-99 sobre o Golden State Warriors com 30 pontos, 12 rebotes, 11 assistências e 3 bloqueios em menos de trinta minutos, e se tornou o primeiro jogador a registrar múltiplos triplos-duplos de 30 pontos em 30 minutos; ele empatou o recorde de Jordan de 28 triplos-duplos, ocupando o 18º lugar de todos os tempos. Em 6 de fevereiro, em uma vitória por 137-113 sobre o Los Angeles Clippers, Antetokounmpo registrou 28 pontos, 10 rebotes e cinco assistências, já que os Bucks se tornaram o primeiro time na história da NBA a ver todo o seu time titular com pelo menos 15 pontos. cinco rebotes e dois arremessos de três pontos no mesmo jogo. Em 8 de fevereiro de 2022, em uma vitória por 131-116 contra o Los Angeles Lakers, Antetokounmpo registrou 44 pontos, 14 rebotes, 8 assistências, 2 bloqueios e 0 turnovers; foi seu 20 jogo seguido registrando pelo menos 25 pontos. 
Antetokounmpo registrou 44 pontos, 14 rebotes e 6 assistências na vitória por 120-119 na prorrogação sobre o Brooklyn Nets. Ele ultrapassou Kareem Abdul-Jabbar para se tornar o maior pontuador da história dos Bucks. Antetokounmpo terminou a temporada regular com médias de 29,9 pontos, 11,6 rebotes e 5,8 assistências e se tornou o primeiro jogador na história da NBA a ter uma média de 25 pontos ou mais, mais de 10 rebotes e cinco assistências ou mais em quatro temporadas separadas.
Em 20 de abril, durante o Jogo 2 da primeira rodada dos playoffs, Antetokounmpo registrou 33 pontos, 18 rebotes e 9 assistências na derrota por 114-110 contra o Chicago Bulls. Ele aumentou seu total de pontos na pós-temporada para 1.715, ultrapassando Kareem Abdul-Jabbar (1.692) como o maior na história dos Bucks. Em 1º de maio, no Jogo 1 das semifinais da Conferência Leste, Antetokounmpo registrou seu segundo triplo-duplo nos playoffs com 24 pontos, 13 rebotes e 12 assistências na vitória por 101-89 sobre o Boston Celtics. Ele se tornou o líder da franquia em triplos-duplos de playoffs.

#### Quebrando recordes da franquia (2021–2022)
Em 19 de outubro de 2021, depois de receber seu primeiro anel de campeão da NBA na cerimônia pré-jogo, Antetokounmpo registrou 32 pontos, 14 rebotes e sete assistências na vitória por 127–104 sobre o Brooklyn Nets. Em 13 de janeiro de 2022, ele levou os Bucks a uma vitória por 118–99 sobre o Golden State Warriors com 30 pontos, 12 rebotes, 11 assistências e 3 bloqueios, liderando ambas as equipes nessas estatísticas e tornou-se o primeiro jogador a registrar múltiplos triplos-duplos de 30 pontos em 30 minutos.
Em 8 de fevereiro de 2022, em uma vitória por 131–116 contra o Los Angeles Lakers, Antetokounmpo registrou 44 pontos, 14 rebotes, 8 assistências e 2 bloqueios; foi seu 20 jogo consecutivo registrando pelo menos 25 pontos. Em 15 de fevereiro, ele marcou 50 pontos, o recorde da temporada, em uma vitória por 128-119 contra o Indiana Pacers; marcou apenas a 12ª vez na história da NBA que um jogador marcou 50 ou mais pontos com 80% de arremessos certos.
Em 30 de março, Antetokounmpo marcou 44 pontos na vitória por 120-119 na prorrogação sobre o Brooklyn Nets. Ele ultrapassou Kareem Abdul-Jabbar para se tornar o maior pontuador da história dos Bucks. Ele terminou a temporada regular com médias de 29,9 pontos, 11,6 rebotes e 5,8 assistências, o recorde de sua carreira, tornando-se o primeiro jogador na história da NBA a ter uma média de 25 pontos ou mais, mais de 10 rebotes e cinco assistências ou mais em quatro temporadas separadas.
Em 20 de abril, durante o Jogo 2 da primeira rodada dos playoffs, Antetokounmpo registrou 33 pontos, 18 rebotes, 9 assistências e 2 bloqueios na derrota por 114-110 contra o Chicago Bulls. Ele ultrapassou Kareem Abdul-Jabbar como o maior pontuador dos Bucks em playoffs. Em 1º de maio, no Jogo 1 das semifinais da Conferência Leste, Antetokounmpo registrou seu segundo triplo-duplo em playoffs com 24 pontos, 13 rebotes e 12 assistências na vitória por 101–89 sobre o Boston Celtics. Ele se tornou o primeiro jogador na história da franquia com múltiplos triplos-duplos em playoffs. Em 13 de maio, ele registrou 44 pontos, 20 rebotes e 6 assistências na derrota por 108-95 no Jogo 6. Ele se juntou a Shaquille O'Neal e Wilt Chamberlain como os únicos jogadores na história dos playoffs da NBA a ter um jogo de 40/20/5. Os Bucks perderiam para o Celtics no Jogo 7 apesar dos 25 pontos, 20 rebotes e 9 assistências de Antetokounmpo. Ele se tornou o primeiro jogador na história da NBA a ter 200 pontos, 100 rebotes e 50 assistências em uma série de playoffs. Antetokounmpo também terminou a pós-temporada com médias de 31,7 pontos, 14,2 rebotes e 6,8 assistências. Ele é, portanto, o primeiro jogador na história da NBA a ter uma média de 31-14-6 em toda a pós-temporada.
Em 21 de maio, Antetokounmpo foi selecionado pela quarta vez para a Primeira-Equipe Defensiva. Em 24 de maio, ele foi selecionado pela sexta vez para a Primeira-Equipe da All-NBA. Ele se tornou o primeiro jogador na história da equipe a ser chamado seis vezes para o All-NBA, ultrapassando Kareem Abdul-Jabbar e Sidney Moncrief em maior número na história da franquia.

#### Melhor pontuação da carreira (2022–2023)
Em 22 de outubro, no segundo jogo da temporada de 2022–23, Antetokounmpo registrou 44 pontos e 12 rebotes, jogando menos de 28 minutos, em uma vitória por 125–105 sobre o Houston Rockets; marcando apenas a quinta vez na história da NBA que um jogador marcou pelo menos 44 pontos jogando menos de 28 minutos. Ele acertou 8 de 13 lances livres, aumentando seu total para 3.508 lances livres, superando Sidney Moncrief, que fez 3.505 lances livres com os Bucks, para se tornar o líder da franquia em lances livres convertidos.
Em 28 de dezembro, Antetokounmpo marcou 45 pontos, pegou 22 rebotes, o recorde de sua carreira, e deu 7 assistências em uma derrota por 119–113 na prorrogação para o Chicago Bulls. No jogo seguinte, ele marcou 43 pontos, juntamente com 20 rebotes e 5 assistências, em uma vitória por 123–114 sobre o Minnesota Timberwolves. Ele se juntou a Wilt Chamberlain e Elgin Baylor como os únicos jogadores na história da NBA com jogos consecutivos de pelo menos 40 pontos, 20 rebotes e 5 assistências. Antetokounmpo também se tornou apenas o sétimo jogador com múltiplos jogos de 40 pontos, 20 rebotes, 5 assistências e 60% de acerto nos arremessos. Desde a fusão NBA-ABA na temporada de 1976-77, ele e Charles Barkley são os únicos jogadores a fazer isso várias vezes.
Em 3 de janeiro de 2023, Antetokounmpo registrou então seu recorde pessoal de 55 pontos, junto com 10 rebotes e sete assistências, em uma vitória por 123–113 sobre o Washington Wizards. Na noite seguinte, ele registrou seu 31º triplo-duplo da carreira com 30 pontos, 21 rebotes e 10 assistências em uma vitória por 104–101 na prorrogação contra o Toronto Raptors. Ele empatou com John Havlicek e Draymond Green em 15º lugar na lista de triplos-duplos de todos os tempos da NBA. Antetokounmpo também se tornou o primeiro jogador a totalizar mais de 200 pontos, 80+ rebotes e 30+ assistências em um período de 5 jogos desde Kareem Abdul-Jabbar em 1972.
Em 23 de janeiro, Antetokounmpo foi nomeado capitão da Conferência Leste para o All-Star Game da NBA de 2023, marcando sua sétima seleção geral.
Em 2 de fevereiro, Antetokounmpo teve 54 pontos e 19 rebotes e os Bucks superaram uma desvantagem de 21 pontos para vencer o Los Angeles Clippers por 106–105, conquistando sua sexta vitória consecutiva. Ele se juntou a Kareem Abdul-Jabbar como os únicos jogadores na história dos Bucks a ter pelo menos três jogos de 50 pontos em uma temporada. Em 16 de fevereiro, ele superou Paul Pressey como o jogador com mais assistências na história da franquia. Em 19 de fevereiro, sua equipe venceu o All-Star Game da NBA de 2023 por 184–175, derrotando o Time LeBron. A vitória marcou a primeira (e única) vitória do Time Giannis em um All-Star Game após derrotas em 2019 e 2020.
Em 19 de março, Antetokounmpo registrou seu 33º triplo-duplo da carreira com 22 pontos, 13 rebotes e 10 assistências em uma vitória por 118–111 sobre o Toronto Raptors. Ele também jogou em seu jogo de número 712 pela franquia, superando Junior Bridgeman. Em 9 de abril, Antetokounmpo encerrou a temporada regular com média de 31,1 pontos, a maior de sua carreira, e também liderou os Bucks para o melhor recorde da liga, 58–24. Ele também se tornou apenas o segundo jogador na história da NBA (Kareem Abdul-Jabbar é o outro) a ter médias de 30 pontos ou mais, mais de 10 rebotes e mais de 5 assistências, enquanto acertava pelo menos 55% dos arremessos de quadra.
Na primeira rodada dos playoffs de 2023, Antetokounmpo e os Bucks enfrentaram o Miami Heat. No Jogo 1, Antetokounmpo sofreu uma contusão na parte inferior das costas que o impediu de continuar jogando e também o tirou dos próximos dois jogos. Ele retornou no Jogo 4, marcando um triplo-duplo de 26 pontos, 10 rebotes e 13 assistências, apesar da derrota. Os Bucks foram eliminados em cinco jogos, apesar do desempenho de 38 pontos e 20 rebotes de Antetokounmpo no Jogo 5, uma derrota na prorrogação por 128–126.

#### Recorde da franquia (2023–2024)
Em 23 de outubro de 2023, Antetokounmpo assinou uma extensão de contrato de três anos e US$186 milhões com os Bucks. Em 9 de novembro, ele marcou 54 pontos e registrou 12 rebotes em uma derrota por 126–124 para o Indiana Pacers. Ele também se juntou a Michael Jordan como os únicos jogadores desde a fusão ABA-NBA a ter pelo menos oito jogos de 50 pontos e 10 rebotes em suas carreiras. Em 18 de novembro, Antetokounmpo registrou 40 pontos, 15 rebotes e 7 assistências em uma vitória por 132–125 sobre o Dallas Mavericks. Ele se tornou o jogador mais jovem (28 anos e 347 dias) a registrar mais de 16.000 pontos, 7.000 rebotes e 3.000 assistências em uma carreira na NBA. Em 20 de novembro, Antetokounmpo marcou 42 pontos, 13 rebotes e oito assistências em uma vitória por 142–129 sobre o Washington Wizards. Ele empatou com Kareem Abdul-Jabbar pelo maior número de jogos com pelo menos 30 pontos, 10 rebotes e cinco assistências na história dos Bucks.
Em 13 de dezembro, Antetokounmpo marcou um recorde pessoal e um recorde dos Bucks de 64 pontos em uma vitória por 140–126 sobre o Indiana Pacers. Ele se tornou o primeiro jogador desde Shaquille O'Neal em 2000 a marcar mais de 60 pontos sem converter uma cesta de três pontos. Ele também é o primeiro jogador na história da NBA a fazer pelo menos 20 arremessos de quadra e 20 lances livres enquanto acerta ambos com 70% ou mais de precisão. Em 17 de dezembro, Antetokounmpo pegou 17 rebotes em uma vitória por 128–119 sobre o Houston Rockets. Ele superou Kareem Abdul-Jabbar para se tornar o líder de rebotes de todos os tempos na história dos Bucks.
Em 25 de janeiro, Antetokounmpo foi nomeado capitão da Conferência Leste no All-Star Game da NBA de 2024, marcando sua oitava seleção consecutiva e quarta como capitão. Em 9 de abril, ele sofreu uma lesão na panturrilha e perdeu o restante da temporada regular, bem como toda a pós-temporada.

## Carreira na seleção

### Seleção júnior
Antetokounmpo representou a Grécia pela primeira vez em julho de 2013 no EuroBasket Sub-20 de 2013. Ele ajudou a Grécia a ter um recorde de 8-2 e um quinto lugar geral com médias de 8,0 pontos, 7,6 rebotes e 2,2 assistências nos 10 jogos. Ele terminou o torneio em segundo lugar em rebotes defensivos (7,0) e sétimo em tocos (1,4).

### Seleção Sênior
Antetokounmpo representou a Seleção Grega pela primeira vez na Copa do Mundo de 2014. A equipe terminou em nono lugar geral com um recorde de 5-1. Ele teve média de 6,3 pontos e 4,3 rebotes nos seis jogos.
Antetokounmpo voltou a integrar a equipe grega no EuroBasket de 2015. A equipe da Grécia consistia de muitos jogadores experientes, a maioria deles anteriormente campeões europeus com seus clubes, como Vassilis Spanoulis, Ioannis Bourousis e Nikos Zisis, e apareceu como uma das favorita para uma medalha. A equipe chegou às quartas de final, onde um jogo apertado terminou em favor dos eventuais campeões, a Espanha. Em oito jogos, Antetokounmpo obteve médias de 9,8 pontos, 6,9 rebotes e 1,1 assistências.
Antetokounmpo também jogou no Torneio de Qualificação para as Olimpiadas de 2016, onde obteve médias de 15,3 pontos, 5,7 rebotes, 2,0 assistências, 0,7 roubadas de bola e 2,0 bloqueios em 3 jogos disputados. A Grécia não se classificou para os Jogos Olímpicos de 2016, depois de ser eliminada pela Croácia por 66-61. Ele também jogou com a Grécia durante sua fase de preparação para o EuroBasket de 2017. Ele marcou 20 pontos em um jogo de preparação contra Montenegro. No entanto, ele perdeu o torneio devido a uma lesão no joelho.
Ele representou a Grécia na Copa do Mundo de 2019, onde obteve médias de 14,8 pontos, 8,8 rebotes, 2,4 assistências, 2,4 roubadas de bola e 0,6 bloqueios em 5 jogos disputados. A Grécia terminou o torneio em 11º lugar.
Em setembro de 2022, Antetokounmpo disputou o EuroBasket de 2022. Em 6 de setembro, ele marcou 41 pontos em uma vitória por 99-79 na fase de grupos sobre a Ucrânia. Este foi o maior número de pontos marcados em um jogo do EuroBasket desde Dirk Nowitzki em 2001. A Grécia foi eliminada pela Alemanha nas quartas-de-final, em um jogo em que Antetokounmpo fez 31 pontos, 7 rebotes e 8 assistências, mas foi expulso após duas faltas antidesportivas. Ele teve médias de 29,3 pontos, 8,8 rebotes, 4,7 assistências e 1,5 roubos de bola em 6 jogos. Antetokounmpo terminou o torneio como o artilheiro e foi selecionado para a Equipe do Torneio.

## Perfil do jogador

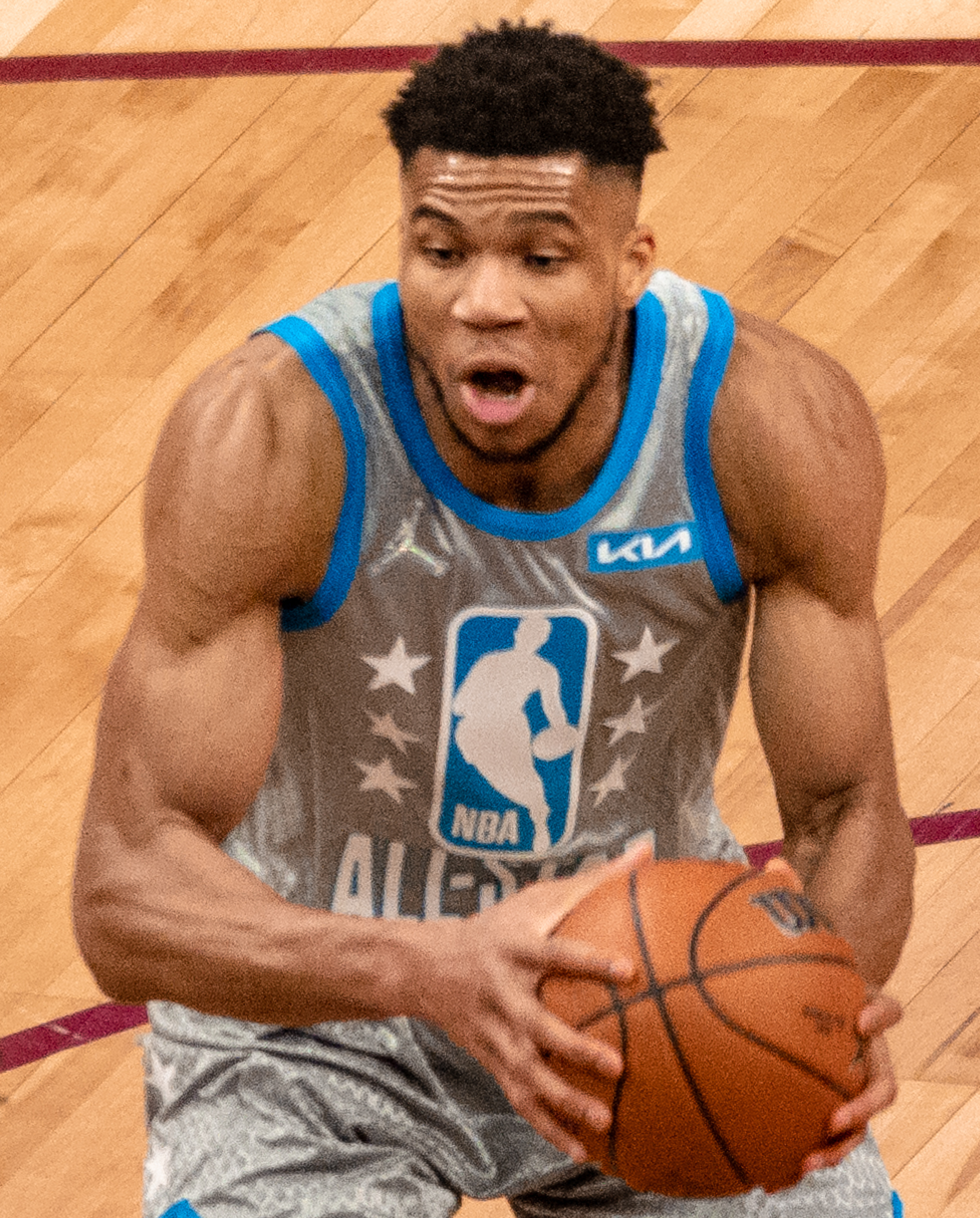
Antetokounmpo durante o All-Star Game da NBA de 2022

Com 2,11 m de altura e pesando 110 kg, Antetokounmpo pode jogar em todas as cinco posições. Altamente atlético e versátil, ele é frequentemente reconhecido como um dos melhores jogadores da NBA e muitos analistas o declararam "sem posição" e incorporando o futuro da liga. Em abril de 2022, as médias da carreira de Antetokounmpo na temporada regular são de 21,8 pontos, 9,4 rebotes, 4,6 assistências, 1,2 roubos de bola e 1,3 bloqueios por jogo.

### Ataque
Na temporada de 2016-17, Antetokounmpo havia se estabelecido como um dos marcadores de transição mais devastadores da liga. Sua rara combinação de tamanho e velocidade frequentemente permite que ele cruze metade de uma quadra em um único drible e ultrapasse vários defensores. Ele desenvolveu sua própria versão do Euro Step, descrita por Jordan Brenner da ESPN.com como "a fase final da evolução do movimento", que lhe permite atacar diretamente o aro em um movimento que "torna a área entre o topo e a cesta quase indefensável".
No entanto, Antetokounmpo foi criticado por sua falta de um arremesso confiável, tendo arremessado acima de 31% de três pontos apenas uma vez em sua carreira. Ele aumentou sua produção de arremessos com médias de 4,4 arremessos de três pontos tentados e 1,4 arremessos feitos por jogo em 2019-20.
Antetokounmpo também recebeu atenção por suas habilidades. Apesar de não ser o principal manipulador de bola dos Bucks, ele orquestrou em grande parte o ataque da equipe. Durante a temporada de 2019-20, ele foi responsável (através de assistência e pontuação pessoal) por 57,8% dos pontos que os Bucks marcaram enquanto ele estava em quadra, uma das taxas mais altas da liga. Ele teve uma média de quase 6 assistências por jogo durante as temporadas de 2018-19 e 2019-20.

### Defesa
Antetokounmpo também é reconhecido como um jogador defensivo de elite, capaz de defender todas as cinco posições, mas mais frequentemente implantado em um papel que lhe permite vagar pela quadra e desencorajar ataques. Ele também é um bloqueador proficiente e desenvolveu uma reputação de bloquear oponentes em transição. Com Antetokounmpo neste papel, os Bucks floresceram em uma das melhores equipes defensivas da liga, liderando a NBA na classificação defensiva em 2018–19 e 2019–20. Por seus esforços defensivos, ele ganhou o prêmio de Jogador Defensivo do Ano da NBA de 2020 e se tornou um eterno homenageado da NBA All-Defensive.

## Estatísticas na NBA
| † | Campeão da NBA           |
|   | Líder da Liga            |
|   | MVP da Temporada Regular |

### Temporada Regular
| Ano      | Equipe     | PJ  | PT  | MPJ  | AP   | 3P   | LL   | RT   | AS  | BR  | TO  | PPJ  |
| -------- | ---------- | --- | --- | ---- | ---- | ---- | ---- | ---- | --- | --- | --- | ---- |
| 2013–14  | Milwaukee  | 77  | 23  | 24.6 | .414 | .347 | .683 | 4.4  | 1.9 | .8  | .8  | 6.8  |
| 2014–15  | Milwaukee  | 81  | 71  | 31.4 | .511 | .159 | .741 | 6.7  | 2.6 | .6  | 1.0 | 12.7 |
| 2015–16  | Milwaukee  | 80  | 79  | 35.3 | .506 | .257 | .724 | 7.7  | 4.3 | 1.2 | 1.4 | 16.9 |
| 2016–17  | Milwaukee  | 80  | 80  | 35.8 | .522 | .272 | .770 | 8.7  | 5.4 | 1.6 | 1.9 | 22.9 |
| 2017–18  | Milwaukee  | 75  | 75  | 36.7 | .529 | .307 | .760 | 10.0 | 4.8 | 1.5 | 1.4 | 26.9 |
| 2018–19  | Milwaukee  | 72  | 72  | 32.8 | .578 | .256 | .729 | 12.5 | 5.9 | 1.3 | 1.5 | 27.7 |
| 2019–20  | Milwaukee  | 63  | 63  | 30.4 | .553 | .304 | .633 | 13.6 | 5.6 | 1.0 | 1.0 | 29.5 |
| 2020–21  | Milwaukee† | 61  | 61  | 33.0 | .569 | .303 | .685 | 11.0 | 5.9 | 1.2 | 1.2 | 28.1 |
| 2021–22  | Milwaukee  | 67  | 67  | 32.9 | .553 | .293 | .722 | 11.6 | 5.8 | 1.1 | 1.4 | 29.9 |
| 2022–23  | Milwaukee  | 63  | 63  | 32.1 | .553 | .275 | .645 | 11.8 | 5.7 | .8  | .8  | 31.1 |
| 2023–24  | Milwaukee  | 73  | 73  | 35.2 | .611 | .274 | .657 | 11.5 | 6.5 | 1.2 | 1.1 | 30.4 |
| 2024–25  | Milwaukee  | 67  | 67  | 34.2 | .601 | .222 | .617 | 11.8 | 6.5 | 0.9 | 1.2 | 30.4 |
| Carreira | Carreira   | 859 | 794 | 32.9 | .551 | .284 | .693 | 9.9  | 5.0 | 1.1 | 1.2 | 23.9 |
| All-Star | All-Star   | 8   | 8   | 22.1 | .713 | .273 | .643 | 7.6  | 2.8 | 1.1 | 0.8 | 24.9 |

### Playoffs
|  | MVP de Finais |

| Ano      | Equipe     | PJ | PT | MPJ  | AP   | 3P   | LL   | RT   | AS  | BR  | TO  | PPJ  |
| -------- | ---------- | -- | -- | ---- | ---- | ---- | ---- | ---- | --- | --- | --- | ---- |
| 2015     | Milwaukee  | 6  | 6  | 33.5 | .366 | .000 | .739 | 7.0  | 2.7 | .5  | 1.5 | 11.5 |
| 2017     | Milwaukee  | 6  | 6  | 40.5 | .536 | .400 | .543 | 9.5  | 4.0 | 2.2 | 1.7 | 24.8 |
| 2018     | Milwaukee  | 7  | 7  | 40.0 | .570 | .286 | .691 | 9.6  | 6.3 | 1.4 | .9  | 25.7 |
| 2019     | Milwaukee  | 15 | 15 | 34.3 | .492 | .327 | .637 | 12.3 | 4.9 | 1.1 | 2.0 | 25.5 |
| 2020     | Milwaukee  | 9  | 9  | 30.8 | .559 | .325 | .580 | 13.8 | 5.7 | .7  | .9  | 26.7 |
| 2021     | Milwaukee† | 21 | 21 | 38.1 | .569 | .186 | .587 | 12.8 | 5.1 | 1.0 | 1.2 | 30.2 |
| 2022     | Milwaukee  | 12 | 12 | 37.3 | .491 | .220 | .679 | 14.2 | 6.8 | .7  | 1.3 | 31.7 |
| 2023     | Milwaukee  | 3  | 3  | 30.3 | .528 | .000 | .452 | 11.0 | 5.3 | .3  | .7  | 23.3 |
| 2025     | Milwaukee  | 5  | 5  | 37.6 | .606 | .200 | .698 | 15.4 | 6.6 | 1.0 | 1.0 | 33.0 |
| Carreira | Carreira   | 84 | 84 | 36.2 | .532 | .259 | .625 | 12.2 | 5.3 | 1.0 | 1.3 | 27.0 |

### Segunda Divisão Grega
| Ano      | Equipe        | PJ | MPJ  | AP   | 3P   | LL   | RT  | AS  | BR | TO  | PPJ |
| -------- | ------------- | -- | ---- | ---- | ---- | ---- | --- | --- | -- | --- | --- |
| 2012–13  | Filathlitikos | 26 | 22.5 | .464 | .313 | .720 | 5.0 | 1.4 | .7 | 1.0 | 9.5 |
| Carreira | Carreira      | 26 | 22.5 | .464 | .313 | .720 | 5.0 | 1.4 | .7 | 1.0 | 9.5 |

### Seleção
| Equipe | Ano                   | PJ | MPJ  | AP   | 3P   | LL   | RT  | AS  | BR  | TO  | PPJ  |
| ------ | --------------------- | -- | ---- | ---- | ---- | ---- | --- | --- | --- | --- | ---- |
| Grécia | Copa do Mundo de 2014 | 6  | 15.7 | .458 | .111 | .789 | 4.3 | 0.3 | 0.7 | 0.3 | 6.3  |
| Grécia | EuroBasket de 2015    | 8  | 24.4 | .492 | .385 | .615 | 6.9 | 1.1 | 0.3 | 0.9 | 9.8  |
| Grécia | Copa do Mundo de 2019 | 5  | 25   | .522 | .222 | .706 | 8.8 | 2.4 | 2.4 | 0.6 | 14.8 |
| Grécia | EuroBasket de 2022    | 6  | 28.3 | .566 | .200 | .785 | 8.8 | 4.7 | 1.5 | 0.8 | 29.3 |

Fonte: 

## Prêmios e homenagens
- Campeão da NBA: 2021
- 2x NBA Most Valuable Player (MVP): 2019 e 2020
- NBA Finals Most Valuable Player Award (MVP das Finais): 2021
- Campeão da Copa da NBA: 2024
- NBA Cup Most Valuable Player: 2024
- NBA Defensive Player of the Year: 2020
- NBA Most Improved Player Award: 2017
- NBA All-Star Game MVP: 2021
- 9x NBA All-Star: 2017, 2018, 2019, 2020, 2021, 2022, 2023, 2024, 2025
- 9x All-NBA Team:
  - primeiro time: 2019, 2020, 2021, 2022, 2023, 2024, 2025[125]
  - segundo time: 2017, 2018
- 5x NBA All-Defensive Team:
  - primeiro time: 2019, 2020, 2021, 2022
  - segundo time: 2017
- NBA All-Rookie Team:
  - segundo time: 2014
- ESPY de Melhor Atleta Masculino: 2019
- ESPY de Melhor Jogador da NBA: 2019

## Vida pessoal

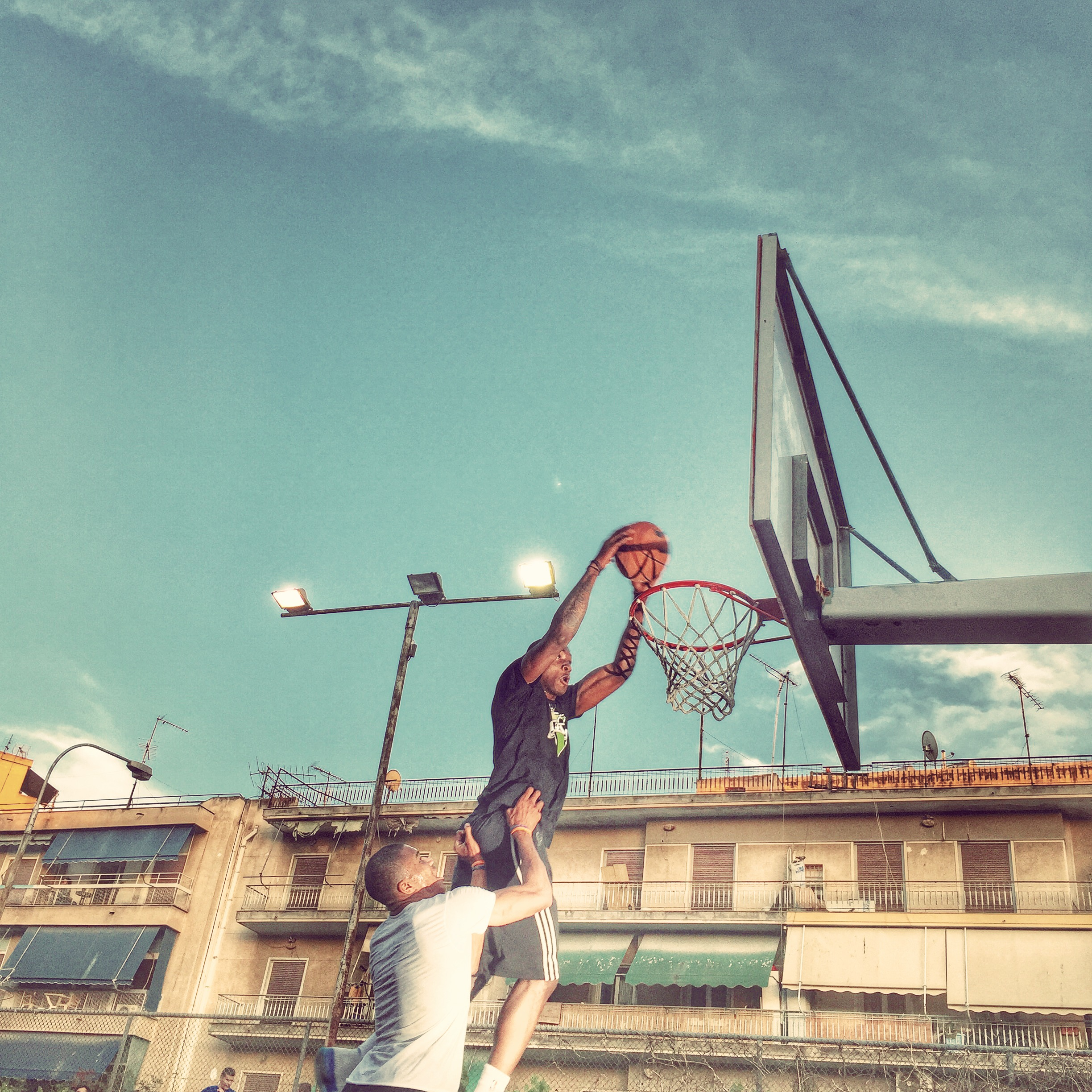
Giannis e Thanasis jogando basquete em uma quadra local em Atenas em 2015.

O pai de Antetokounmpo, Charles, era um jogador de futebol nigeriano, enquanto sua mãe, Veronica, é uma ex-saltadora em altura. Charles faleceu em setembro de 2017, aos 54 anos. Veronica deu a cada um de seus cinco filhos tanto nomes gregos quanto nigerianos, escolhendo o nome nigeriano Ugo para Giannis. Seus pais são de diferentes grupos étnicos nigerianos—Charles era Iorubá, enquanto Veronica é Ibos. Segundo Hakeem Olajuwon, também Iorubá, o sobrenome original da família, Adétòkunbọ̀, se traduz como "a coroa retornou do exterior". Giannis usa o número 34 em homenagem aos seus pais, que nasceram em 1963 e 1964.
Antetokounmpo tem dois irmãos mais velhos, Francis (nome grego Andreas) e Thanasis, assim como dois irmãos mais novos, Kostas e Alex. Ele é cristão e foi criado na Igreja Ortodoxa Grega. Ele foi batizado na Igreja Ortodoxa Grega junto com seu irmão Alex em 28 de outubro de 2012.
Após seu filho e irmão, toda a família Antetokounmpo, exceto Francis e Thanasis, mudou-se de Atenas para Milwaukee no início de 2014. Em julho de 2016, Giannis e Thanasis começaram seu serviço militar obrigatório na Grécia. Os dois irmãos cumpriram um serviço militar reduzido de três meses, como é prescrito para cidadãos gregos que são residentes permanentes no exterior.
Thanasis fez sua estreia na NBA com o New York Knicks depois de ser selecionado pela organização com a 51ª escolha geral no draft da NBA de 2014. Depois de jogar pelo Andorra durante a temporada de 2016–17 e pelo Panathinaikos na EuroLeague nas duas temporadas seguintes, ele assinou com o Milwaukee Bucks em 16 de julho de 2019. O irmão mais novo de Antetokounmpo, Kostas, jogou basquete universitário pela Universidade de Dayton antes de ser selecionado com a última escolha no draft da NBA de 2018. Ele venceu o título da NBA de 2020 com o Los Angeles Lakers. Atualmente, Kostas joga pelo Panathinaikos. O irmão mais novo deles, Alex, jogou basquete no ensino médio nos EUA antes de se tornar um jogador de basquete profissional.
Antetokounmpo está noivo de Mariah Riddlesprigger. Em fevereiro de 2020, ela deu à luz o primeiro filho do casal, Liam. Ela deu à luz o segundo filho, Maverick, em agosto de 2021, e uma filha, Eva, em setembro de 2023. Em 13 de março de 2020, Antetokounmpo e sua família se comprometeram a doar US$100.000 para os funcionários do Fiserv Forum que não puderam trabalhar durante a suspensão da temporada da NBA devido à pandemia de COVID-19. Antetokounmpo e sua família também doaram 20.000 máscaras para pessoas em Atenas e Zografou, na Grécia, em 2020.
Em 20 de agosto de 2021, Antetokounmpo se tornou um proprietário minoritário do Milwaukee Brewers da Major League Baseball. Ele também tem paixão pelo futebol, sendo um torcedor do Olympiacos. Em março de 2023, Giannis, junto com seus irmãos Alex, Thanasis e Kostas, se tornaram proprietários minoritários do clube da Major League Soccer, Nashville SC.
Em junho de 2023, Giannis e seus irmãos Thanasis, Kostas e Alex expandiram seu portfólio de investimentos, supervisionado pela Ante Inc., ao se tornarem acionistas e proprietários da varejista online canadense de doces, Candy Funhouse. Em setembro de 2023, Giannis assinou como Produtor Executivo de um reality show de TV criado pela Candy Funhouse e pelos produtores de Big Brother, Fly on the Wall.

O filme "Rise", baseado na vida de Antetokounmpo e sua família, foi lançado em 2022.